# Philiolaus
Philiolaus là một chi bướm ngày thuộc họ Lycaenidae.